# Roger Prideaux
Pour les articles homonymes, voir Prideaux.
Roger Malcolm Prideaux est un joueur de cricket international anglais né le 31 juillet 1939 à Chelsea. Batteur, il effectue sa carrière avec le Kent County Cricket Club, le Northamptonshire et le Sussex en Angleterre, ainsi qu'avec l'État libre d'Orange en Afrique du Sud. Il dispute trois test-matchs avec l'équipe d'Angleterre en 1968 et 1969.

## Biographie
Roger Prideaux né le 31 juillet 1939 à Chelsea, Londres. Il étudie à l'Université de Cambridge où il joue avec l'équipe de cricket. Il fait ses débuts en 1960 avec le Kent County Cricket Club avant de rejoindre le Northamptonshire County Cricket Club à partir de la saison 1962. Il en est le capitaine de 1967 à 1970.
Il connaît trois sélections avec l'équipe d'Angleterre en Test cricket en 1968 et 1969. Lors des The Ashes, disputées à domicile face à l'Australie en 1968, les blessures combinées de Colin Cowdrey et de Geoff Boycott, qui joue en tant qu'ouvreur (opening batsman), permettent à Prideaux de disputer le quatrième test-match de la série de cinq,. Appelé pour la cinquième rencontre, il déclare forfait la veille de celle-ci à cause d'une blessure, et est remplacé par Basil D'Oliveira, un fait qui a des conséquences dans l'Affaire D'Oliveira. Roger Prideaux participe ensuite à la tournée de l'équipe d'Angleterre à Ceylan et au Pakistan en 1968-1969, disputant son deuxième et troisième test-matchs à cette occasion face au Pakistan. Le voyage lui est difficile sur le plan sportif.
Il joue de 1971 à 1973 pour le Sussex. Durant l'été austral, il dispute à partir 1971-1972 quelques saisons avec l'équipe de l'État libre d'Orange, en Afrique du Sud, pays dans lequel il émigre par la suite. Roger Prideaux s'est marié avec Ruth Westbrook, joueuse puis entraîneuse de l'équipe d'Angleterre de cricket féminin.

## Bilan sportif

### Principales équipes
|                                      | Test                  |                       |
| ------------------------------------ | --------------------- | --------------------- |
| Angleterre                           | 1968 - 1969           |                       |
|                                      | First-class           | List A                |
| Université de Cambridge              | 1958 - 1960           |                       |
| Kent                                 | 1960 - 1961           |                       |
| Northamptonshire                     | 1962 - 1970           | 1963 - 1970           |
| Sussex                               | 1971 - 1973           | 1971 - 1973           |
| État libre d'Orange (Afrique du Sud) | 1971-1972 - 1974-1975 | 1971-1972 - 1973-1974 |